# Dême
Pour les articles homonymes, voir Dème.
La Dême est une rivière française des départements Indre-et-Loire et Sarthe des régions Centre-Val de Loire, Pays de la Loire et un affluent gauche du Loir, c'est-à-dire un sous-affluent de la Loire par la Sarthe et la Maine.

## Géographie
De 32,7 km, la Dême prend sa source sur la commune de Monthodon, à 160 mètres d'altitude, au lieu-dit la Boulière.
Elle coule globalement de l'est vers l'ouest.
Elle conflue sur la commune de Vouvray-sur-Loir, à 47 mètres d'altitude.

### Communes et cantons traversés
Dans les deux départements d'Indre-et-Loire et de la Sarthe, la Dême traverse les neuf communes suivantes, dans quatre cantons, dans le sens amont vers aval, de Monthodon (source), La Ferrière, Marray, Louestault, Chemillé-sur-Dême, Épeigné-sur-Dême, Beaumont-sur-Dême, Marçon, Vouvray-sur-Loir (confluence).
Soit en termes de cantons, la Dême prend source dans le canton de Château-Renault, traverse le canton de Neuvy-le-Roi, canton de La Chartre-sur-le-Loir, conflue dans le canton de Château-du-Loir, dans les deux arrondissement de Tours et arrondissement de La Flèche.

### Toponymes
La Dême a donné son hydronyme aux trois communes suivantes : Beaumont-sur-Dême, Chemillé-sur-Dême et Épeigné-sur-Dême.

### Bassin versant
La Dême traverse une seule zone hydrographique « le Loir de la Veuve (NC) au Gravot (NC) » (M134) de 6 225 km2 de superficie.

## Affluents
La Dême a sept affluents référencés dont :
- la Dêmée (rd), 13,8 km[6], sur les deux communes de Chemillé-sur-Dême et Les Hermites avec deux affluents de 0,7 km

## Aménagements et écologie
L'effacement d’un seuil à la Roche d’Alès sur la Dême, sur la commune de Marray, a été une opération reprise dans le bilan de l'ONEMA pour un coût de 3 000 euros. Il y avait en 2008 dix-sept ouvrages sur la Dême avant cet effacement.

### Pêche
La qualité écologique est très bonne et c'est un cours d'eau de première catégorie dans lequel on trouve la truite fario, chabots, loches franches et vairons.